# Облава (фильм, 2010)
«Облава» (фр. La Rafle) — художественный фильм французского режиссёра Розлин Бош. В фильме снимались Мелани Лоран, Жан Рено, Сильви Тестю и Гад Эльмалех. Основан на реальных событиях, произошедших во Франции в 1942 году. Фильм повествует о реальной истории маленького еврейского мальчика, об Облаве «Вель д’Ив» (фр. Rafle du Vélodrome d’Hiver) (Rafle du Vel' d’Hiv), массовом аресте евреев французской полицией, которые были пособниками нацистских немцев в Париже в июле 1942 года.

## Сюжет
История трех еврейских семей, основанная на реальных фактах. Главные герои оказываются в самом эпицентре событий, произошедших 16 и 17 июля 1942 года, когда французские полицейские задержали более 13 тысяч евреев и держали их на стадионе Вель-д`Ив. Условия содержания были ужасные, около сотни узников покончили жизнь самоубийством, а каждого, кто пытался бежать, расстреливали на месте. После шести дней в Вель-д`Иве евреев депортировали во французские лагеря Дранси, Бон-ла-Роланд и Питивьер, откуда потом этапировали в немецкие лагеря смерти.
В фильме присутствуют несколько реальных лиц, в том числе Джо и Анна Вайсман Траубе. Другой реальный персонаж — Аннет Моно. Образ доктора Давида Шейнбаума, которого играет Жан Рено, представляет собой синтез биографий нескольких врачей.

## В ролях
- Мелани Лоран — Аннет Моно
- Жан Рено — доктор Давид Шейнбаун
- Гад Эльмалех — Самуэль Вайсман
- Рафаэль Агоге — Сара Вайсман
- Хьюго Левердез — Джозеф Вайсман
- Ребекка Мардер — Рейчел Вайсман
- Сильви Тестю — Белла Циглер
- Анна Броше[англ.] — Дина Траубе
- Оливер Сайви — Симон Циглер
- Шарлотта Дрисен — Шарлотта Вайсман
- Саломе Sebbag — Луиза Циглер
- Кэролайн Рейнод — Поль Петивю
- Тьерри Фремон — капитан Пьерре
- Роланд Коуп — маршал Петен
- Удо Шенк — Адольф Гитлер
- Катрин Аллегре -консьержка «Тати»

## Производство и премьера
Розлин Бош изначально решила снять фильм о событиях, связанных с серией массовых арестов евреев во время Второй мировой войны (Облава «Вель д’Ив»), так как она сопереживала жертвам. Семья её мужа еврейская и жила на Монмартре, недалеко от того места, где жила семья Вайсман. Её отец содержался в одном из концлагерей Франсиско Франко, поэтому эта тема ей была так близка. Изначально Эльмалех не решался принять серьёзную драматическую роль, но после прочтения сценария согласился на роль. Актриса Мелани Лоран сыграла сотрудницу Красного Креста Аннет Моно. Продюсером фильма выступил муж Бош Ален Гольдман.
Французская премьера состоялась 10 марта 2010 года. Фильм также был показан в Бельгии, Люксембурге и Швейцарии в тот же день. На DVD был выпущен во Франции 7 сентября 2010 года.

## Восприятие
Фильм получил положительные отзывы критиков. В Еженедельном журнале Nouvel Observateur было написано, что «Облава» — это «смелый фильм (…) с необычайной эмоциональной окраской: невозможно оставаться равнодушным при просмотре этого фильма. Этот фильм чествует французское кино». В парижском культурном и гастрономическом гиде Figaroscope было написано: «Режиссер снял фильм глазами детей». Ежедневная газета Ouest-France: «Впечатляюще, зрелищно и захватывающе. Жан Рено, Сильви Тестю и Мелани Лоран исполнила свои роли очень искренне».
Питер Брэдшоу из The Guardian писал, что фильм — это «честная, откровенная драма об оккупации Франции нацистской Германией».
В сентябре 2010 года в интервью французскому журналу Les années laser Розлин Бош сравнила людей, которые не плачут при просмотре фильма, с «избалованными детьми» или циниками, которые «считают человеческие эмоции мерзостью или слабостью», точно так же «как это делал». Ее высказывания подверглись резкой критике со стороны нескольких французских СМИ и веб-сайта кинотеатра Selenie, который обвинил ее в том, что она «сказала одну из самых глупых вещей за последние несколько лет». Розлин Бош подала в суд на веб-сайт за публичное оскорбление, но её дело было прекращено в апреле 2013 года, Парижский суд постановил, что критик не выходил за рамки свободы выражения мнения. 